# AA Mackenzie College

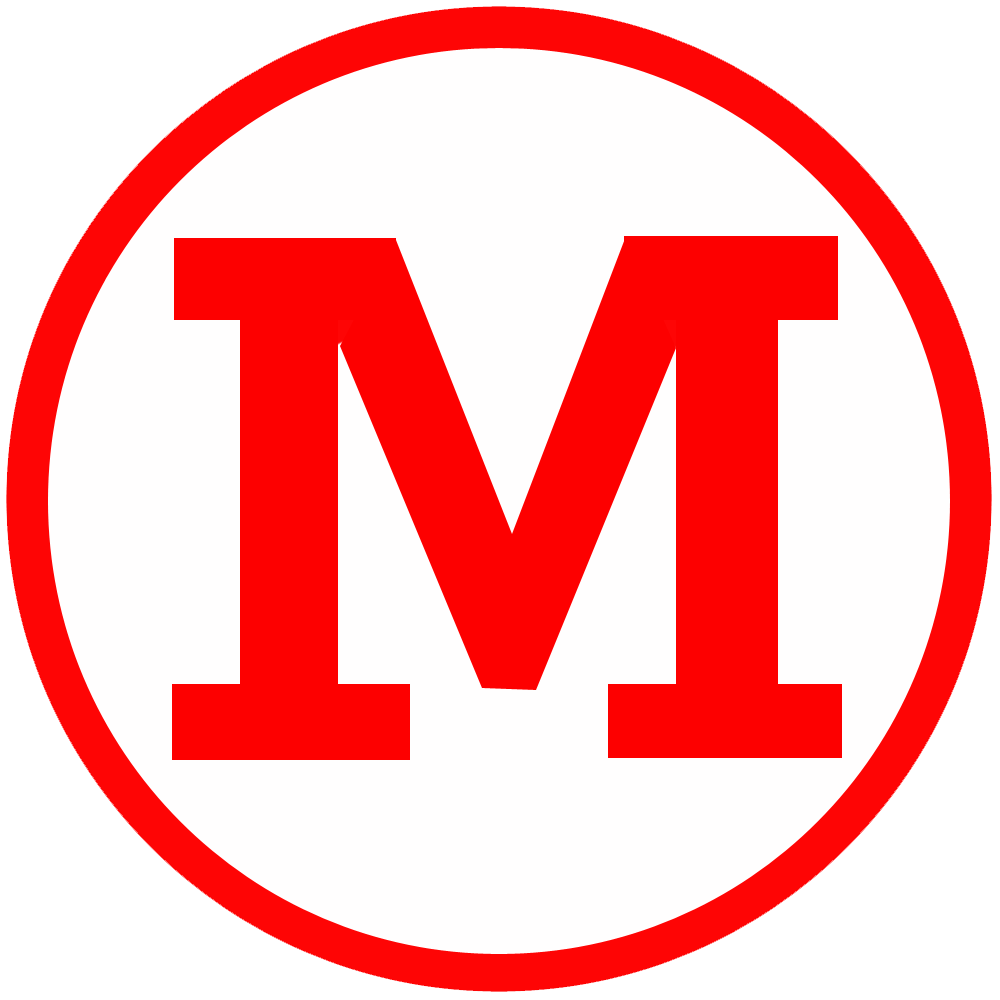
logo

Associação Atlética Mackenzie College – brazylijski klub piłkarski z siedzibą w São Paulo. Klub działał w latach 1898–1923.

## Historia
Klub został założony 18 sierpnia 1898 m.in. przez nauczyciela szkoły Mackenzie College Sr. Augusto Shawa i jednego z uczniów Belforta Duarte. Mackenzie College wraz z São Paulo Athletic Club, Internacionalem,  Germânią i Paulistano 14 grudnia 1901 założyli Liga Paulista de Foot-Ball (w skrócie LPF), która była pierwszą ligą piłkarską w Brazylii.
3 maja 1902 Mackenzie meczem z Germânią São Paulo zainaugurowały nowe rozgrywki. Premierowy mecz Mackenzie wygrało 2-1. W premierowym sezonie Mackenzie zajęło trzecie miejsce, okazując się gorszym jedynie od São Paulo Athletic Club i Paulistano São Paulo. Mackenzie College występowało w lidze stanowej przez 13 sezonów w latach 1902–1906 i 1912–1919. W tym okresie Mackenzie dwukrotnie zdobywało wicemistrzostwo stanu, a czterokrotnie zajmowało 3. miejsce w tych rozgrywkach.
W 1920 Mackenzie połączyło się z Portuguesą São Paulo tworząc klub Mackenzie-Portuguesa São Paulo w skrócie Mack-Port São Paulo. Nowy klub występował przez 3 sezony lidze stanowej. W 1923 doszło do rozłączenia klubów, w wyniku czego Mackenzie College zostało rozwiązane.

## Sukcesy
- Wicemistrzostwo Campeonato Paulista (2): 1913, 1915.
- 3. miejsce w Campeonato Paulista (4): 1902, 1903, 1914, 1916.

## Reprezentanci Brazylii w klubie
| - Arthur Friedenreich - Bianco Gambini - Neco - Palamone - Demósthenes Correa de Syllos - Orlando Pereira Pires | - Clodôaldo Caldeira - Afonso Mesquita - Héitor - Casemiro Amaral - Manoel Alencar Monte |